# Велс
Вижте пояснителната страница за други значения на Велс.
Велс (на немски: Wels) е град в северозападната част на Австрия. Разположен е в окръг Велс-Ланд на провинция Горна Австрия около река Траун. Надморска височина 317 m. Получава статут на град през 1222 г. Шосеен и жп транспортен възел. Отстои на около 30 km югозападно от Линц. Население 58 664 жители към 1 април 2009 г.

## Личности
Родени във Велс
- Юлиус Вагнер фон Яурег (1857 – 1940), психолог

## Побратимени градове
- Варна, България